# Guds cedrar
Guds cedrar (arabiska: أرز الرب Horsh Arz el-Rab, franska: Cèdres de Dieu) är en rest av de stora skogar av cederträd som en gång fanns i Libanonbergen. Skogen, som ligger i norra Libanon, öster om Qadishadalen och byn Bcharré, på berget Makmels sluttning, på mellan 1 900 och 2 050 meters höjd över havet, består av cirka 375 större libanoncedrar (Cedrus libani), och är sedan 1939 skyddad enligt lag. År 1998 upptogs cederskogen, tillsammans med Qadishadalen, på Unescos världsarvslista. Skogen är klassad som ett kulturarv då Libanons cederskogar historiskt, till och med antiken, haft stor betydelse som byggnadsmaterial, bland annat hämtades timmer till religiösa byggnader från dessa skogar. Libanons cedrar omskrivs även i många äldre texter, bland annat nämns de 103 gånger i Bibeln. Cederträdet har också ett nationellt symboliskt värde för landet Libanon och är avbildat på Libanons flagga. Skogen är därtill viktig som en av få platser där skog med libanonceder ännu finns kvar i relativt opåverkat tillstånd.
De äldsta träden i skogen Guds cedrar är två libanoncedrar som sägs vara över 3 000 år gamla. Tio andra sägs vara över 1 000 år gamla. Resten av de stora cedrarna beräknas vara några hundra år gamla. De fyra högsta når en höjd på 35 meter. Omkretsen på stammen för dessa träd är mellan 12 och 14 meter.